# Monasterio de Visoki Dečani
Visoki Dečani (en cirílico serbio: Високи Дечани) es un gran monasterio cristiano ortodoxo serbio ubicado en la conflictiva región de Kosovo, que Serbia considera su provincia meridional. La provincia declaró su independencia unilateralmente el 17 de febrero de 2008, reconocida por algunos estados y por otros no. Este monasterio está en el pueblo de Dechani, a 12 km al sur de la ciudad de Pech. 
El monasterio fue establecido en un bosquecillo de castaños por el rey serbio Stefan Uroš III Dečanski en 1327. Su carta fundacional original está datada en 1330. El año siguiente el rey murió y fue enterrado en el monasterio, que en adelante se convirtió en un santuario popular. De hecho, el epíteto Dechanski se refiere a la fundación del rey del monasterio. La construcción fue continuada por su hijo el emperador Esteban Uroš IV Dušan hasta 1335, pero los frescos no se acabaron hasta el año 1350.
La iglesia monástica, dedicada a Cristo Pantocrátor y construida con bloques de mármol rojo púrpura, amarillo claro y ónice, fue realizada por constructores trabajando bajo un fraile franciscano, Vito de Kotor. La iglesia está distinguido por su tamaño imponente y de diseño y estructura románico y gótico temprano. Aparte de los ciclos de frescos bien conservados y extensos, el interior presenta el templón de piedra del siglo XIV original, el trono del hegúmeno y el sarcófago de madera tallada del fundador rey Esteban. En el monasterio se encuentran las relíquias de San Niquita el Godo.
En 2004, la Unesco listó el monasterio en el Patrimonio de la Humanidad, citando sus frescos como "uno de los ejemplos más valiosos del llamado renacimiento paleólogo en la pintura bizantina" y "un valioso documento de la vida en el siglo XIV".  En 2006, fue añadido a la lista del patrimonio en peligro debido a los potenciales ataques por los partisanos étnicos albaneses; está protegido por las fuerzas KFOR de las Naciones Unidas.
El 30 de marzo de 2007 se oyó una explosión cerca del monasterio. La explosión fue confirmada por fuerzas serbias e internacionales en Kosovo. El obispo Teodosio, el prior del monasterio de Visoki Dechani, afirmó que el incidente fue un ataque de granada sobre el monasterio, con un objetivo de enviar mensajes amenazadores a los monjes y las fuerzas de la KFOR.

## Enterramientos
- Stefan Uroš III Dečanski de Serbia.